# Имандра (судно)
«Имандра» — плавтехбаза. Была построена по специальному проекту и предназначена для комплексного обслуживания судов с ядерными энергетическими установками и работ с отработавшим ядерным топливом (ОЯТ). Названа по имени озера в юго-западной части Кольского полуострова.
С начала эксплуатации в 1981 году, судно используется для проведения операций по перезарядке атомных ледоколов.
По состоянию на 2003 год состояла в составе Мурманского морского пароходства. В 2002 году судно использовалось для работы в доке судоремонтного завода «Нерпа» для выгрузки ядерного топлива из атомной подводной лодки «Курск».

## Технические характеристики
Судно оборудовано:
- двумя судовыми кранами
- шестью баками для промежуточного хранения отработавшего и свежего ядерных топлив
- двенадцатью цистернами для хранения жидких радиоактивных отходов с общей ёмкостью более 400 м³
- устройствами для проведения перегрузки ОЯТ

Ёмкости хранилища позволяют принять активные зоны (тепловыделяющие сборки).